# پنتیل‌آمین
پنتیل‌آمین (به انگلیسی: Pentylamine) با فرمول شیمیایی C5H13N یک ترکیب شیمیایی با شناسه پاب‌کم 8060 است. که جرم مولی آن 87.16 g/mol می‌باشد. 